# ワーナー・レコード
ワーナー・レコード（Warner Records）は、アメリカのレコード会社。1958年にワーナー・ブラザース映画の子会社として設立された。現在はワーナー・ミュージック・グループの中核レーベルのひとつである。

## 沿革
- 1958年　ワーナー・ブラザース映画により設立される。
- 1960年　フランク・シナトラとの共同出資でリプリーズ・レコードを設立。
- 1963年　フランク・シナトラから株式譲渡を受け、リプリーズ・レコードを完全子会社化。
- 1967年　親会社ワーナー・ブラザース映画がセブンアーツに買収される。
- 1969年　キニー・コーポレーションがセブンアーツを買収。
- 1970年　キニーがエレクトラを買収。後にキニーはワーナー・コミュニケーションズと改名。音楽部門はWarner, Elektra, Atlanticの頭文字を取って“WEA”と名付けられる。
- 1989年　ワーナー・コミュニケーションズと出版社タイムが合併し、タイム・ワーナーに改名 。
- 2001年　タイム・ワーナーとAOLが合併し、AOLタイム・ワーナーに改名 。
- 2003年　AOLタイム・ワーナーが社名をタイム・ワーナーに戻す 。
- 2004年　タイム・ワーナーの財務体質を改善するため、ワーナー・ミュージック・グループ（WEA）が投資家グループに売却される。
- 2011年　米コングロマリットのアクセス・インダストリーが経営権を掌握、WEAの親会社となる。
- 2019年　ワーナー・ブラザース・レコードがワーナー・レコードに名称を変更。

## 主なアーティスト
サブレーベルの所属アーティストは含まず。
| - アメリカ - ドゥービー・ブラザーズ - リトル・フィート - プリンス - シールズ＆クロフツ - グレイトフル・デッド - ルーターズ - モジョ・メン - ハーパース・ビザール - ボー・ブラメルズ - ペトゥラ・クラーク - アソシエイション - ヴァン・ダイク・パークス - ランディ・ニューマン - カクタス - ヴァニラ・ファッジ - ジェームス・テイラー - フェイセズ - ロッド・スチュワート - ライ・クーダー - アリス・クーパー - ブラック・サバス - ディープ・パープル - クリスタルズ - J・ガイルズ・バンド - シン・リジィ - キャリン・ホワイト - ロキシー・ミュージック - ブライアン・フェリー | - ダイアー・ストレイツ - スクリッティ・ポリッティ - クラフトワーク - ジョージ・ベンソン - マイケル・フランクス - ボニー・レイット - アシュフォード&シンプソン (en:Ashford & Simpson) - デイヴィッド・サンボーン - エミルー・ハリス - フリートウッド・マック - ヴァン・ヘイレン - ニコレット・ラーソン - チャカ・カーン - ドナルド・フェイゲン - ZZトップ - ソニー＆シェール - リッキー・リー・ジョーンズ - クリストファー・クロス - ポール・サイモン - プリテンダーズ - ディオ - R.E.M. - アヴェンジド・セヴンフォールド - ダム・ヤンキース - リンキン・パーク - モダン・フォーク・カルテット - ONE OK ROCK |

注：過去に所属していたアーティストも含む。

## 旧ワーナー・ブラザースの邦楽アーティスト
1970年代、ワーナー・ブラザースの配給権を保持していたワーナー・パイオニア（現：ワーナーミュージック・ジャパン）により、同レーベルから発売された邦楽アーティスト。
- アグネス・チャン
- なぎら健壱
- 山本正之
- 狩人
- 小林幸子
- スターダスト☆レビュー
- 加藤和彦
- 矢沢永吉
- 西川のりお・上方よしお
- 横須賀昌美
- 吹田明日香
- 少年隊
- 中村繁之
- ニャンギラス
- 森高千里
- 和田アキ子
- 橋本美加子
- 志賀真理子
- 香西かおり

など

## サブレーベル
※消滅したレーベルも含める。
- リプリーズ（Reprise Records） - フランク・シナトラによって設立。
- サイアー（Sire Records）
- ダークホース（Dark Horse Records） - ジョージ・ハリスンによって設立。設立当初の配給はA&Mであった。
- ダック（Duck Records） - エリック・クラプトンによって設立。
- ペイズリー・パーク（Paisley Park Records） - プリンスによって設立。
- マヴェリック（Maverick Records） - マドンナによって設立。